# Federico Trillo
Federico Trillo-Figueroa y Martínez-Conde (ur. 23 maja 1952 w Kartagenie) – hiszpański polityk i prawnik, poseł do Kongresu Deputowanych i jego przewodniczący w latach 1996–2000, minister obrony w latach 2000–2004 .

## Życiorys
Ukończył studia prawnicze na Uniwersytecie w Salamance. Pracował w strukturach hiszpańskiej marynarki wojennej Armada Española. Od 1983 działacz Sojuszu Ludowego i następnie Partii Ludowej, kierował działem prawnym tego ugrupowania. W 1989 po raz pierwszy wybrany na posła do Kongresu Deputowanych. W niższej izbie Kortezów Generalnych zasiadał nieprzerwanie do 2012, sprawując mandat w okresie IV, V, VI, VII, VIII, IX i X kadencji. W latach 1996–2000 pełnił funkcję przewodniczącego Kongresu Deputowanych VI kadencji.
Od kwietnia 2000 do kwietnia 2004 sprawował urząd ministra obrony w rządzie, którym kierował José María Aznar. W okresie pełnienia przez niego tej funkcji doszło m.in. do operacji usunięcia marokańskich kadetów z wyspy Perejil oraz do katastrofy lotu UM Air 4230.
W marcu 2012 Federico Trillo otrzymał nominację na ambasadora Hiszpanii w Wielkiej Brytanii, pełnił tę funkcję do 2017.
Został członkiem Opus Dei.